# Samuti Krueng
Samuti Krueng is een bestuurslaag in het regentschap Bireuen van de provincie Atjeh, Indonesië. Samuti Krueng telt 676 inwoners (volkstelling 2010).